# Thuidium laxifolium
Thuidium laxifolium là một loài rêu trong họ Thuidiaceae. Loài này được (Hook.) Kindb. mô tả khoa học đầu tiên năm 1888.